# NGC 5372
NGC 5372 is een spiraalvormig sterrenstelsel in het sterrenbeeld Grote Beer. Het hemelobject werd op 24 april 1789 ontdekt door de Duits-Britse astronoom William Herschel.

## Synoniemen
- UGC 8843
- MCG 10-20-46
- ZWG 295.24
- IRAS 13530+5854
- PGC 49451